# Блу Скай Студиос
Блу Скай Студиос беше американско студио за анимационни филми.
Най-добре е известно с пълнометражните си анимационни филми: „Ледена епоха“ (с продълженията „Разтопяването“, „Зората на динозаврите“ и „Континентален дрейф“), Рио, Роботи, Хортън.

## История
Блу Скай Студиос била създадена през февруари 1987 г. от Крис Уедж и В. Гополакрашнан, работели над филма на Уолт Дисни Трон. В края на 1980-те и 1990-те Blue Sky започнали производството на телевизионни реклами и визуални ефекти за филми.
През 1997 г. компанията е закупена от 20th Century Fox и обединена със студиото VIFX в Лос Анджелис. Започнали работа над създаването на физуални ефекти за филми, когато студиото VIFX било продадено на студиото Rhythm & Hues Studios, Блу Скай Студиос се съсредоточават в създаването на анимационни филми.
През април 2021 г. студиото е затворено, от юни същата година сайтът не работи, като той само пренасочва към този на Уолт Дисни Къмпани.

## Филмография

### Късометражни анимационни филми
| Българско название          | Оригинално название        | Година      | Бележки                                                                                             |
| --------------------------- | -------------------------- | ----------- | --------------------------------------------------------------------------------------------------- |
| Бъни                        | Bunny                      | 1998 година | Победител в 71-вата церемония на Оскар в категорията за „Най-добър късометражен анимационен филм“ . |
| -                           | Gone Nutty                 | 2002 година | Номинация за Оскар в категорията за „Най-добър късометражен анимационен филм“.                      |
| Производството на леля Фани | Aunt Fanny’s Tour of Booty | 2005 година | |
| Няма време за орехи         | No Time for Nuts           | 2006 година | Номиниран за Оскар в категорията за „Най-добър късометражен анимационен филм“.                      |
| Оцеляващият Сид             | Surviving Sid              | 2008 година | |

### Пълнометражни анимационни филми
| Българско название                    | Оригинално название            | Година |
| ------------------------------------- | ------------------------------ | ------ |
| Ледена епоха                          | Ice Age                        | 2002   |
| Роботи                                | Robots                         | 2005   |
| Ледена епоха 2: Разтопяването         | Ice Age: The Meltdown          | 2006   |
| Хортън                                | Horton Hears a Who!            | 2008   |
| Ледена епоха 3: Зората на динозаврите | Ice Age: Dawn of the Dinosaurs | 2009   |
| Рио                                   | Rio                            | 2011   |
| Ледена епоха 4: Континентален дрейф   | Ice Age: Continental Drift     | 2012   |
| Тайната на горските пазители          | Epic                           | 2013   |
| Рио 2                                 | Rio 2                          | 2014   |
| Фъстъчета: Филмът                     | The Peanuts Movie              | 2015   |
| Ледена епоха: Големият сблъсък        | Ice Age: Collision Course      | 2016   |
| Бикът Фердинанд                       | Ferdinand                      | 2017   |
| Шпионски бъркотии                     | Spies in Disguise              | 2019   |